# Simon de la Vallée
Pour les articles homonymes, voir de la Vallée.

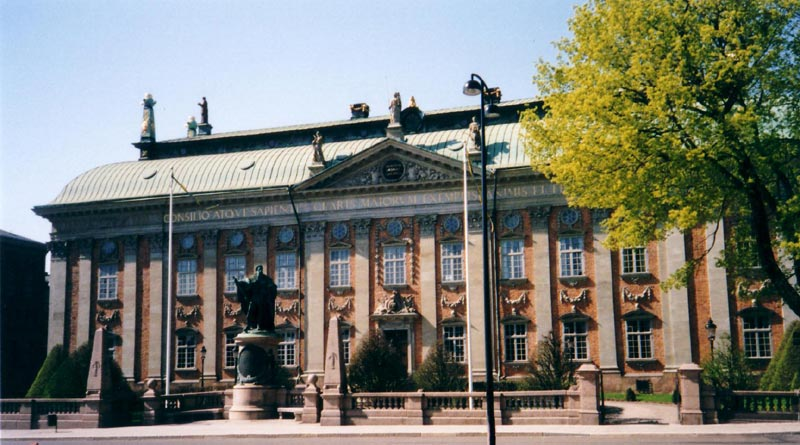
Riddarhuset, la maison des chevaliers.

Simon de la Vallée né vers 1590 à Paris, mort le 28 novembre 1642 fut un architecte franco-suédois. Il fut le premier architecte de Suède à avoir reçu une formation théorique dans une Académie et qui créa l'école d'architecture suédoise.

## Biographie
Simon de la Vallée naît en 1590 à Paris. Il est le fils de l'architecte parisien Marin de la Vallée qui travaille à l'hôtel de ville de Paris et au palais du Luxembourg. Il étudie auprès de l'architecte protestant Salomon de Brosse, qui travaille pour la monarchie, notamment à l'aménagement du palais du Louvre.
Après quelques voyages d'études notamment en Syrie, à Jérusalem et en Perse, il travaille à Paris puis en Hollande. En 1637, la reine Christine l'appèle en Suède. En tant que premier architecte savant, il obtient d'emblée un certain nombre de commandes, entre autres le château de Tidö et château de Hässelby. Il a en outre projeté de nombreux palais à Stockholm.
En 1641, il lui est échu la planification du bâtiment de la représentation de la noblesse suédoise, le Riddarhuset (la maison des chevaliers). La construction venait juste de commencer quand Simon de la Vallée est blessé par le colonel Erik Oxenstierna, connu à Stockholm pour être un bretteur hors pair. Il succombe à ses blessures huit jours plus tard. Cependant, comme Erik Oxenstierna appartient à la haute noblesse suédoise, il s'en tire avec seulement une amende, grâce notamment à l'aide de sa famille dont le chancelier du royaume Axel Oxenstierna (alors qu'il était passible de la peine de mort).
Le chantier du Riddarhuset est poursuivi par son fils Jean de la Vallée, architecte lui aussi.

## Ouvrages
- Riddarhuspalatset
- Palais royal de Stockholm, nef, clochers
- Sparreska palatset, Riddarholmen,
- Krigsmanshuset, Vadstena
- Ryningska palatset
- Palais du Prince Héritier,
- Château de Hässelby,
- Manoir d'Hässelby (sv),
- Cour d'appel de Göta (sv), Jönköping,
- Lantmäterikontoret, Stockholm,
- Château d'Ekolsund (sv),
- Château de Rosersberg
- Manoir de Fiholm (sv)
- Målhammar (sv),
- Château de Tidö (sv)
- Manoir de Säby (sv), Aspö,
- Église de Vadsbro (sv), Södermanland

## Galerie

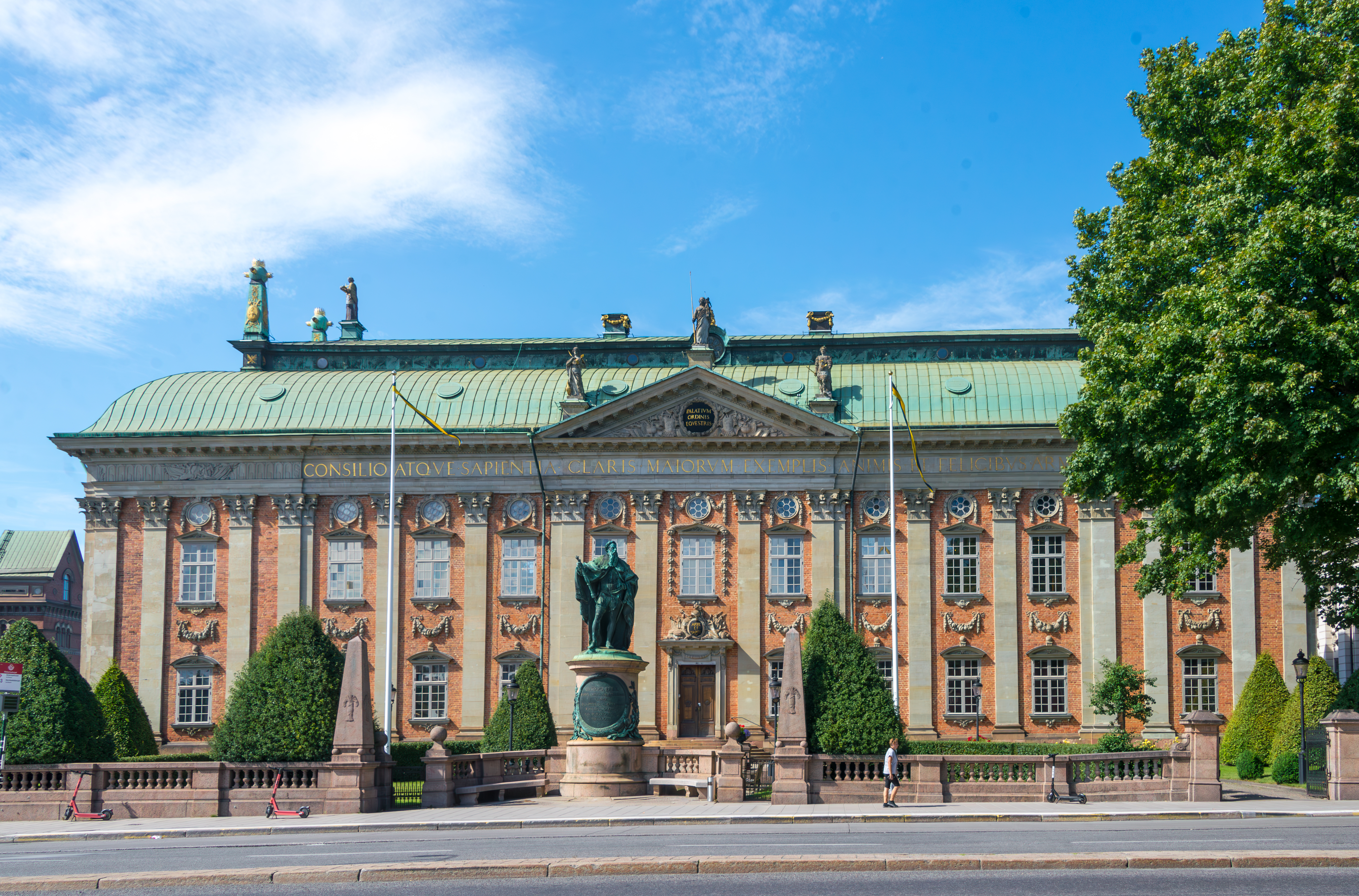
Riddarhuspalatset.
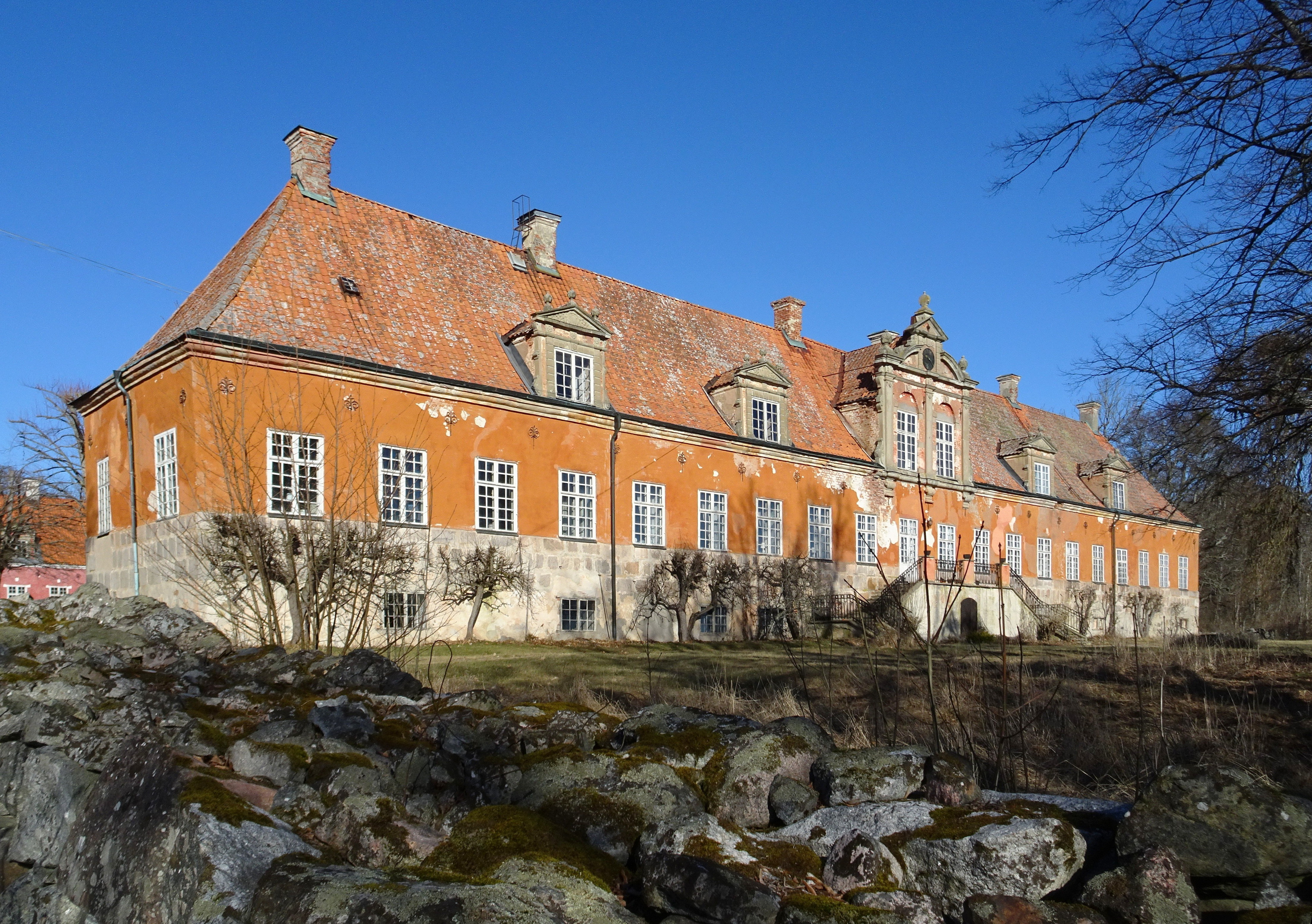
Manoir de Fiholm.
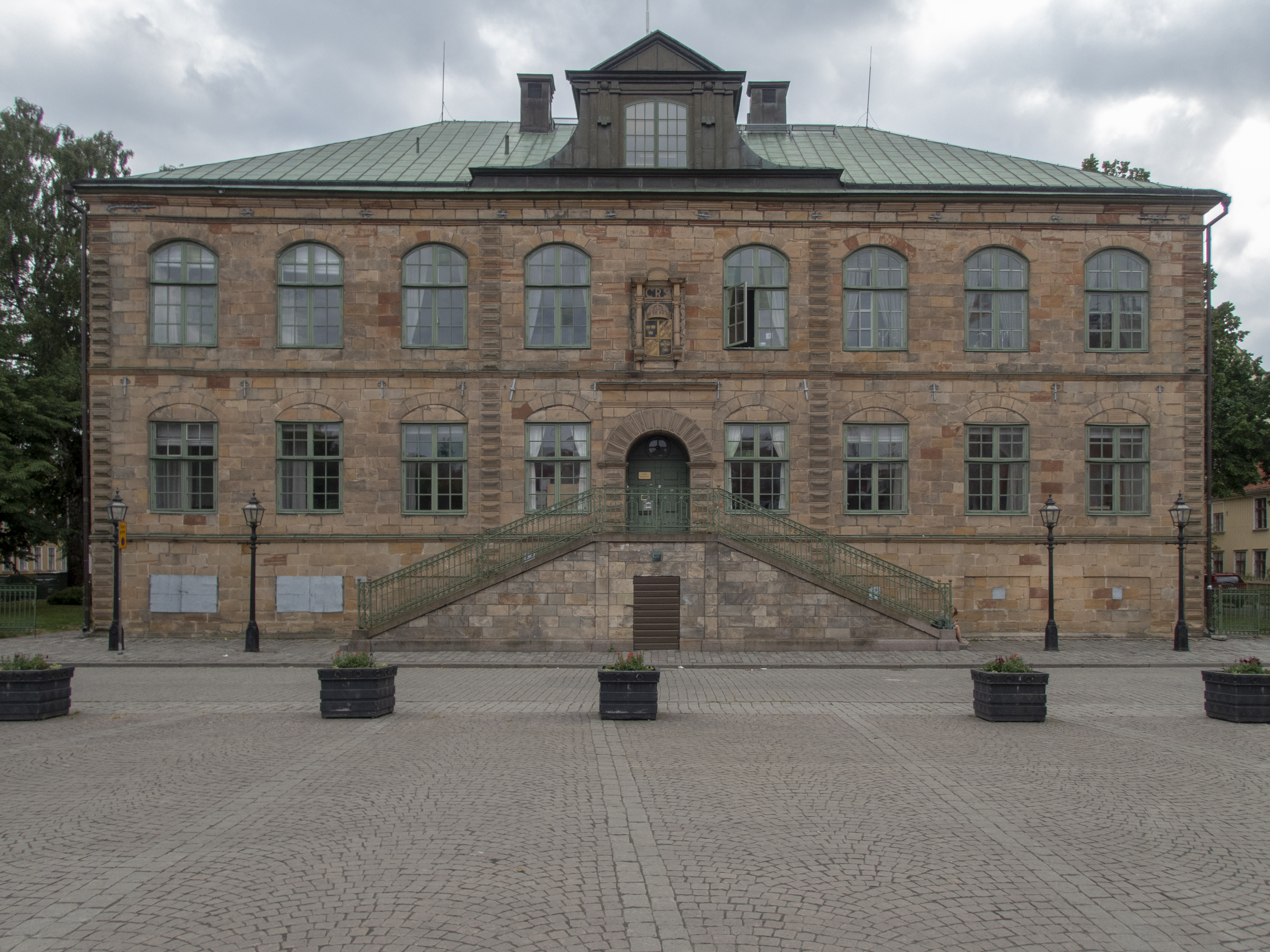
Cour d'appel de Göta (sv)
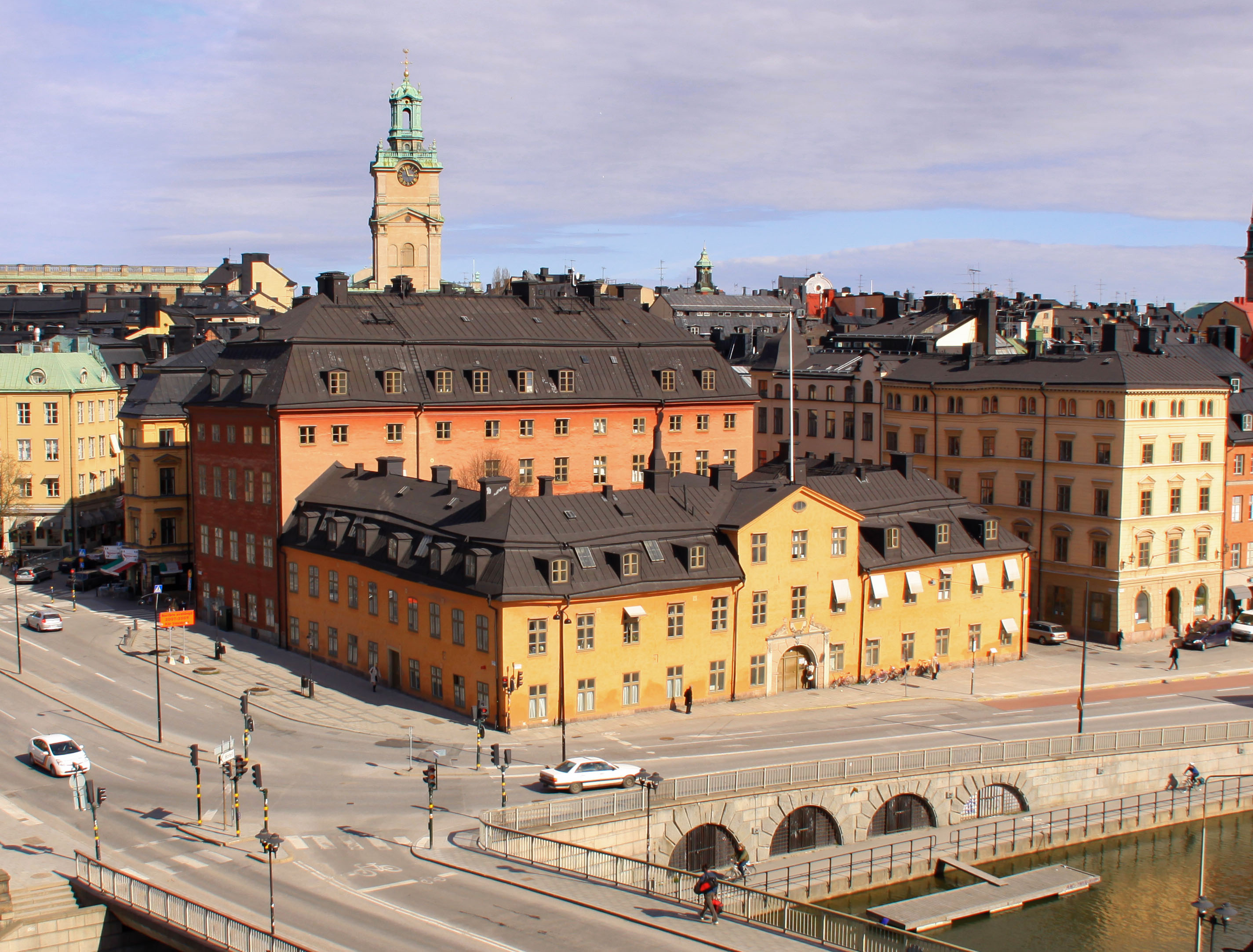
Palais Ryning.